# Teateråret 1862

## Årets uppsättningar

### November
- 26 november – Josef Julius Wecksells tragedi Daniel Hjort uruppförs på Svenska Teatern i Helsingfors.[1]

### Okänt datum
- Johan Jolins pjäs Löjen och tårar uruppförs på Södermalmsteatern i Stockholm.

## Födda
- 23 mars
  - Olga Adamsen (död 1948), svensk skådespelerska.
  - Tor Hedberg (död 1931), svensk författare och dramatiker.
- 21 juni - Gustav Rickelt (död 1946), tysk skådespelare.
- 4 augusti - Gustav von Seyffertitz (död 1943), tysk-amerikansk skådespelare.
- 8 december - Georges Feydeau (död 1921), fransk teaterförfattare.

## Avlidna
- 25 februari - Sophie Karsten (född 1783), svensk ballerina och konstnär.
- 21 april - Charlotta Eriksson (född 1794), svensk skådespelerska.
- 13 november - Pierre Joseph Deland (född 1805), svensk skådespelare.

### Fotnoter
1. ↑  Wecksell, Josef Julius i Nordisk familjebok (andra upplagan, 1921)